# Tom Evans
Pour les articles homonymes, voir Evans et Tom Evans (homonymie).
Pas d'image ? Cliquez ici

a Compétitions nationales et continentales officielles uniquement.

b Matchs officiels uniquement.
Thomas Henry Evans dit Tom Evans, né le 31 décembre 1882 à Ammanford et mort le 19 mars 1955 à Llanelli, est un joueur gallois de rugby évoluant au poste de troisième ligne aile. Il joue pour le pays de Galles de 1906 à 1911.

## Biographie
Tom Evans dispute son premier test match le 10 mars 1906 contre l'équipe d'Irlande, et son dernier test match a lieu contre l'Irlande le 11 mars 1911. Tom Evans dispute dix-huit sélections avec le pays de Galles, dans cette période connue comme le premier « Âge d'or » du rugby gallois, remportant quinze victoires pour trois défaites.
En club, il commence sa carrière avec le Ammanford RF, avant de rejoindre le Llanelli RFC.

## Palmarès
- Grand Chelem en 1911

## Statistiques en équipe nationale
- 18 sélections pour le pays de Galles entre 1906 et 1911.
- Sélections par année : 1 en 1906, 3 en 1907, 2 en 1908, 4 en 1909, 4 en 1910, 4 en 1911
- Participation à quatre tournois britanniques en 1906, 1907, 1908 et 1909
- Participation à deux Tournois des Cinq Nations en 1910, 1911